# Чэнь Сюэчжао
Чэнь Сюэчжа́о (кит. трад. 陳學昭, упр. 陈学昭, пиньинь Chén Xuézhāo, палл. Чэнь Сюэчжао; 17 апреля 1906 — 10 октября 1991) — китайская писательница и журналистка. Ранее известна как Чэнь Шуин (кит. упр. 陈淑英, пиньинь Chén Shūyīng), Чэнь Шучжан (кит. упр. 陈淑章, пиньинь Chén Shūzhāng). Использовала литературные псевдонимы Ецюй (кит. 野渠, пиньинь yěqú), Шихуэй (кит. упр. 式徽, пиньинь shìhuī), Сюэчжао (кит. упр. 学昭, пиньинь Xuézhāo), Хуэй (кит. 惠, пиньинь huì), Цзю (кит. 玖, пиньинь jiǔ) и др. Чэнь Сюэчжао была одной из самых плодотворных китайских писательниц XX века. Поддерживала политику Мао Цзэдуна в области культуры.

## Биография
Чэнь Сюэчжао родилась в 1906 году в Хайнинской области Ханчжоуской управы (современный городской уезд Хайнин городского округа Цзясин) провинции Чжэцзян, её родители родом из провинции Хэнань. Писательница училась в уезде Наньтун в первой в Китае школе для девочек, основанной Чжан Цзяньем в 1902 году. Окончив школу в 1922 году, Чэнь Сюэчжао поступила в Шанхайский женский патриотический колледж. В это же время она присоединилась к литературному обществу Цяньцаошэ (кит. упр. 浅草社) и уже в 1923 году опубликовала своё первое произведение «Новая женщина моей мечты» (кит. упр. 我所希望的新妇女, палл. Восо сиван дэ синь фунюй). В 1925 году Чэнь Сюэчжао издаёт первую часть сборника сочинений «Цзюаньлюй» (кит. 倦旅, буквально: «Утомлённый путешествиям»). Кроме того, китайская писательница содействовала появлению таких журналов как «Юйсы» (кит. упр. 语丝) и «Синьнюйсин» (кит. 新女性). С 1927 по 1935 год она изучала западную литературу в Париже. В период с 1927 по 1931 год она также работала специальным корреспондентом Тяньцзиньской газеты Дагун бао (кит. упр. 大公报) и Шанхайской газеты «Шэнхо чжоубао» (кит. упр. 生活周报). Во Франции Чэнь вышла замуж за китайского студента-медика. В 1935 году в университете Клермон-Ферран она получила докторскую степень по литературе, после чего вместе с мужем вернулась в Китай. Пара развелась в 1942 году. В 1940 году Чэнь переехала в Яньань и спустя 2 года заняла должность редактора 4-го раздела газеты «Цзефан жибао» (кит. упр. 解放日报), а также стала преподавателем китайской литературы в Центральной партийной школе. Мао Цзэдун лестно отзывался о Чэнь: «Она писательница, к тому же ещё и педагог» (кит. упр. «既是文学家，又是教育家»). В 1942 году писательница вместе с Мао Цзэдуном посетила форум в Яньане, посвящённый определению политики КПК в области литературы и искусства. Мао представил доклад «Выступление на Яньаньской конференции по вопросам литературы и искусства». Этот доклад является важным политическим документом, а также стал основой программы реформ в области культуры.
В 1945 году Чэнь услышала, что её особо похвалил Мао Цзэдун. Именно в это время она начинает писать роман «Работать прекрасно» (кит. упр. 工作着是美丽的, палл. Гунцзо чжэ ши мэйли дэ). Позже, 14 июля того же года, она вступила в КПК; её заявление было быстро принято, но с небольшим примечанием «больше изучить Ленина» (кит. упр. 多向列宁学习). В начале октября Чэнь переехала из Яньаня на северо-восток страны и заняла должность редактора 4-го раздела газеты «Дунбэй жибао» (кит. упр. 东北日报). В 1949 году она стала секретарём КПК, а также профессором факультета Китайского языка в Чжэцзянском университете. В марте 1949 года Чэнь приняла участие в первом женском Всекитайском съезде в качестве члена президиума. В это же время издаётся первая часть романа «Работать прекрасно». В июле она принимает участие в первом всекитайском конгрессе деятелей искусства и литературы в качестве представителя Всекитайской ассоциации работников литературы и искусства. Чэнь Сюэчжао назначают заместителем председателя Общества советско-китайской дружбы (ОСКД) в провинции Чжэцзян, а в 1951 году она становится председателем Чжэцзянской ассоциации работников литературы. В 1953 году Чэнь вошла в состав китайской делегации в СССР. В 1957 году писательница отправляется наблюдать за жизнью в районы, где выращивают чай, и на основе своих впечатлений пишет роман «Весенний чай» (кит. 春茶, палл. Чуньча). В этом же году её исключают из КПК из-за обвинений в правых взглядах. В 1979 году обвинения были сняты, и Чэнь восстановили в партии. Во времена Культурной революции Чэнь Сюэчжао приостановила писательскую деятельность и вернулась к ней лишь в 1978. Она также перевела некоторые произведения Бальзака и Шарля де Голля с французского на китайский язык. Чэнь Сюэчжао скончалась 10 октября 1991 года в возрасте 85 лет в Ханчжоу.

## Работы
- Собрание сочинений «И Бали» (кит. упр. 忆巴黎, буквально: «Воспоминания о Париже»), 1929;
- Собрание сочинений «Жумэн» (кит. упр. 如梦, буквально: «Словно сон»), 1929;
- Роман «Наньфэн дэ мэн» (кит. упр. 南风的梦, буквально: «Южные сны»), 1929;
- Автобиографический роман «Работать прекрасно» (кит. упр. 工作着是美丽的, палл. Гунцзо чжэ ши мэйли дэ), 1949;
- Повесть «Туди» (кит. 土地, буквально: «Земля»), 1953;
- Роман «Чуньча» (кит. 春茶, буквально: «Весенний чай»»), 1957;
- Мемуары «Фучэнь цзаи» (кит. трад. 浮沉杂忆, палл. Random Reflections of Life), 1981.